# Apostolska nunciatura v Jemnu
Apostolska nunciatura v Jemnu je diplomatsko prestavništvo (veleposlaništvo) Svetega sedeža v Jemnu.
Trenutni apostolski nuncij je Petar Antun Rajič.

## Seznam apostolskih nuncijev
- Giuseppe De Andrea (28. junij 2001–27. avgust 2005)
- Paul-Mounged El-Hachem (27. avgust 2005–2. december 2009)
- Petar Antun Rajič (27. marec 2010–danes)